# 民権西路

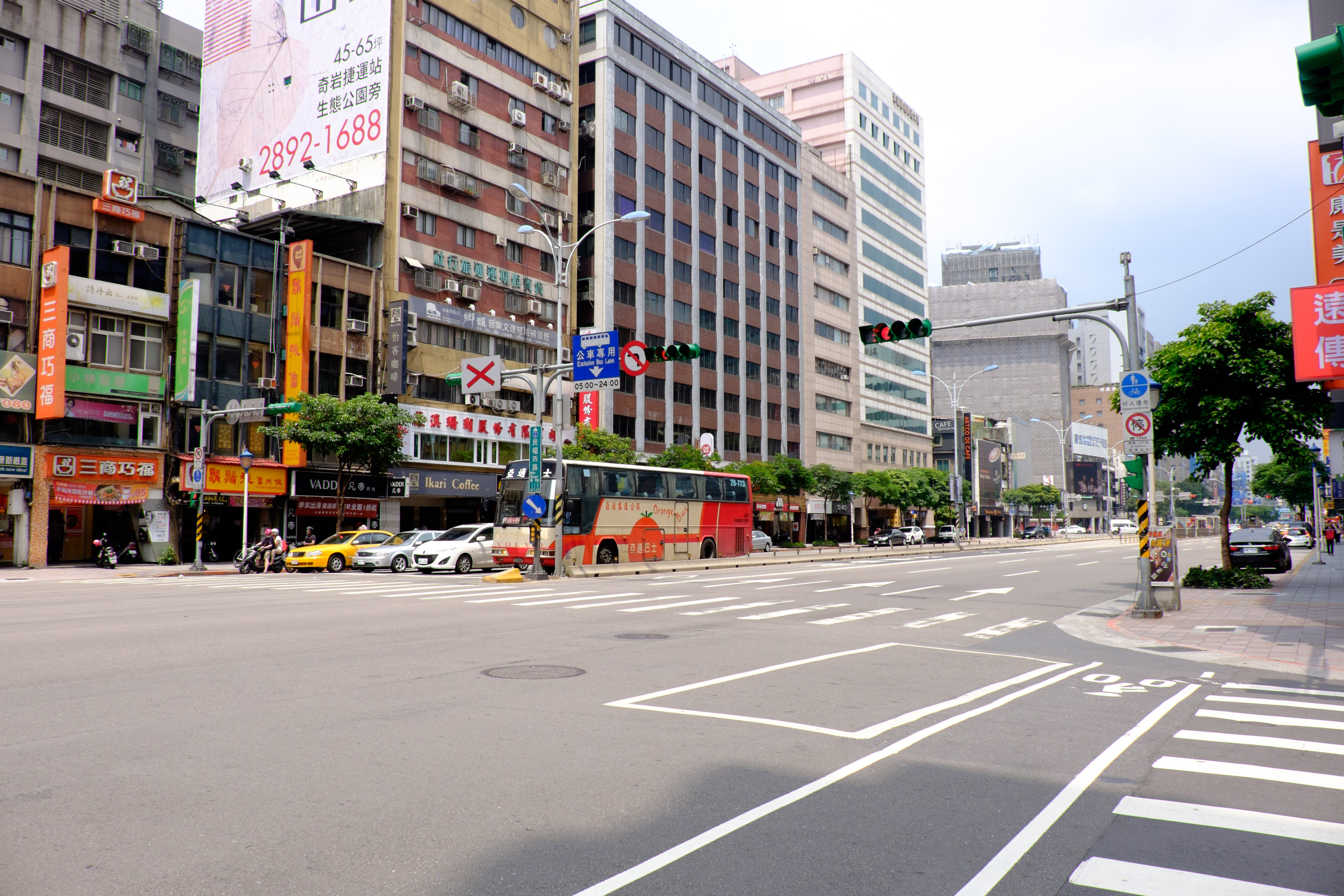
民権西路と天祥路の交差点の南西地点（玉山銀行前）から民権西路を東方向に望む。（台北市中山区）

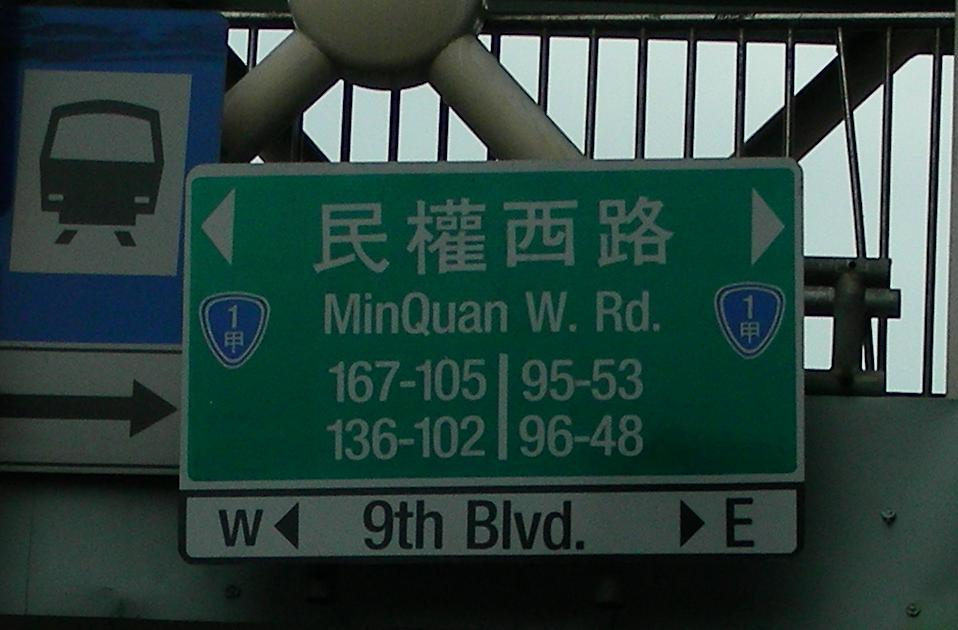
民権西路の標識

民権西路（みんけんせいろ）は台北市を東西方向に結ぶ主要道路である。台1甲線の一部分であり、路線名は中華民国の国父である孫中山が著した三民主義（民生、民権、民族）から採られた。対面通行であり上下線は分離されていない。一部区間にバス専用車線が設けられている。西側の起点は台北大橋であり、環河北路と交差している。東側は中山北路との交差点が端点であり、民権東路に続いている。台北捷運新荘線および蘆洲線が民権西路の地下を通過しており、大橋頭駅および民権西路駅が設置されている。
民権西路は台北大橋と連接しており、また三重、蘆洲、新莊等の地区と台北市中心部を結んでいることから、交通上重要な道路となっている。

## 沿線の施設
（東から西へ列挙）
- 台北民権郵局（22号）
- 捷運民権西路駅（72号）
- YouBike（台北市公共自転車（中国語版））捷運民権西路駅）（3番出口）
- 捷運線型公園
- 朝代大戲院（136号）
- 台北大橋
- 台湾中油民権西路加油站（194号）
- 台北市立民権国民中学（正門位於重慶北路三段1号）
- 台北市大同区大橋国民小学（正門位於重慶北路三段2号）
- 捷運大橋頭站（223号B1）
- YouBike捷運大橋頭駅（2番出口)（223号）
- 台北橋郵局（246号）